# Reza Ramezani
 (janvier 2018).
Si vous disposez d'ouvrages ou d'articles de référence ou si vous connaissez des sites web de qualité traitant du thème abordé ici, merci de compléter l'article en donnant les références utiles à sa vérifiabilité et en les liant à la section « Notes et références ».
L'ayatollah Reza Ramezani (en persan: رضا رمضانی ), né en 1963 à Rasht au nord de l'Iran, est un imam iranien qui dirige depuis 2009 le centre chiite de Hambourg, intitulé Centre islamique de Hambourg (Islamisches Zentrum Hamburg), et qui est la principale institution chiite d'Allemagne. Il représente donc l'autorité supérieure des chiites en Allemagne et en Autriche, puisque le centre chiite de Vienne dépend du centre de Hambourg. 
Il fait partie depuis 2006 du conseil des Experts de la république islamique d'Iran.

## Citation
- Was die extremistischen Wahhabiten als Islam repräsentieren entspricht nicht der Wahrheit und sollte nicht als Islam interpretiert werden[3]. (Ce que les wahhabites extrémistes représentent en tant qu'islam ne constitue pas la vérité et ne doit pas être interprété en tant qu'islam.)